# حزب المبادرة النسوية بالسويد
المبادرة النسوية بالسويد (بالسويدية:Feministiskt initiativ، واختصاره Fi أو !F باللون الوردي) هو حزب سياسي نسوي في السويد، انبثق من جماعة ضغط (لوبي) بنفس الاسم في 2005، وأعلن في 9 سبتمبر 2005 أنه سوف يطرح مرشحين للانتخابات البرلمانية في السويد لعام 2006. وقد شارك في دورتين متتاليتين بالبرلمان، بالإضافة إلى الانتخابات البرلمانية الأوروبية لعام 2009، لكنه لم يحصل على أي مقعد فيهما. إلا أن الانتخابات البرلمانية لعام 2014 قد شكلت نقطة تحول؛ فقد حصد الحزب 5.3% من الأصوات، وحصلت سورايا بوست على مقعد في البرلمان الأوروبي، لتصبح المرة الأولى التي يحصل فيها حزب نسوي بحت على مقعد في البرلمان الأوروبي.

## التاريخ

### تأسيس جماعة ضغط

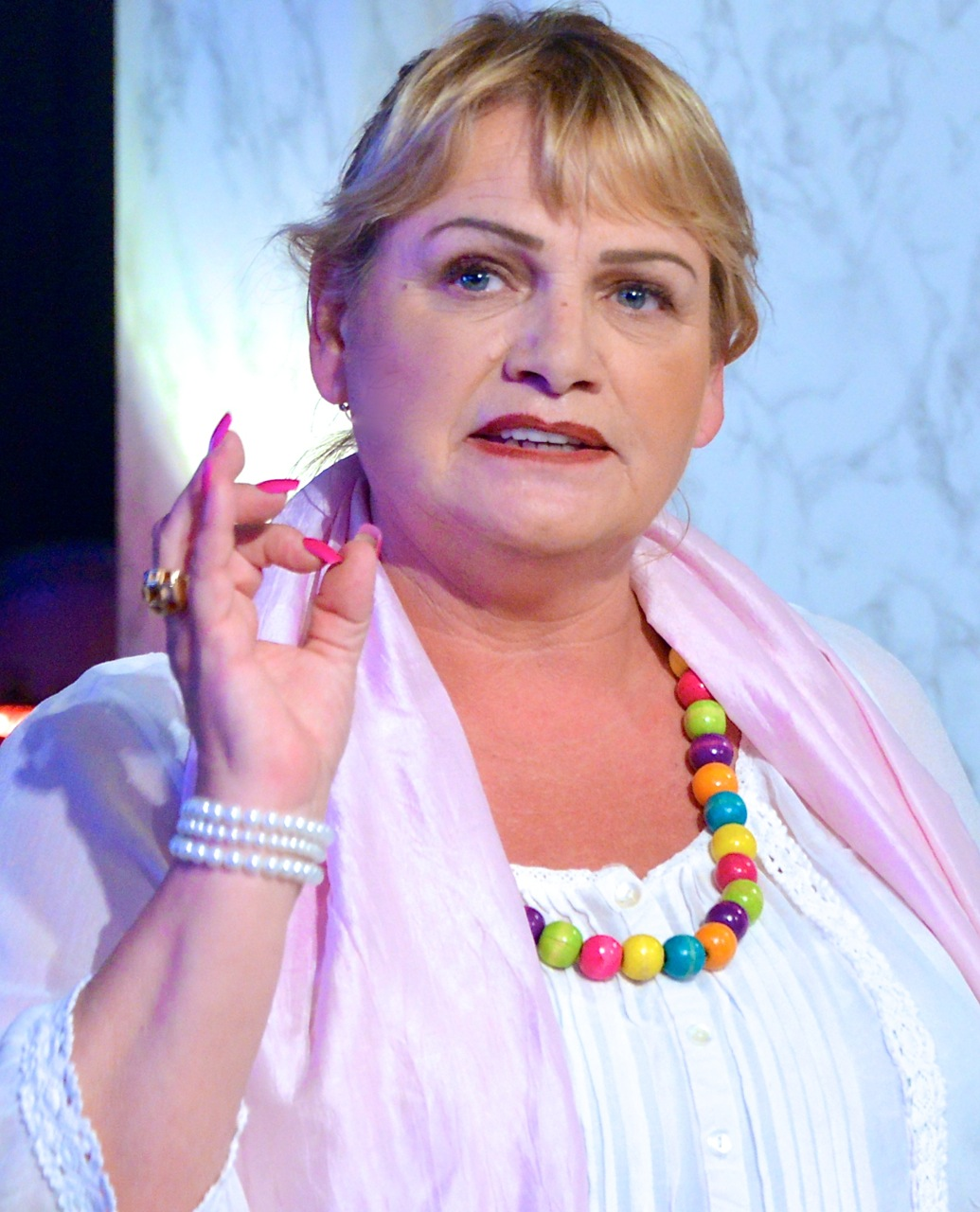
سورايا بوست عضوة البرلمان الأوروبي

تم تقديم جماعة الضغط لأول مرة في مؤتمر صحفي بستوكلهوم في الرابع من إبريل 2005، وقد سبق الإعلان شائعات كثيرة بخصوص حزب نسوي جديد، وعلى وجه التحديد تحدثت الشائعات عن اتساع الحركة النسوية حول اتساع الحركة النسوية حول غودرون شيمان القائد السابق لحزب اليسار السويدي.
في المؤتمر الصحفي أكّد الأعضاء المؤسسون أن حزب المبادرة النسوية ليس حزبًا سياسيًّا بعد، وقد تأجل الحديث عن الترشح للانتخابات حتى إشعار آخر. في عام 2008، وعام 2008 ذُكر أن المبادرة هي حزب سياسي سوف يرشح للانتخابات. وعام 2009 ترشح الحزب لانتخابات البرلمان الأوروبي وحصل على نسبة 2.2%، كما ترشح عام 2010 للانتخابات المحلية والإقليمية والوطنية.

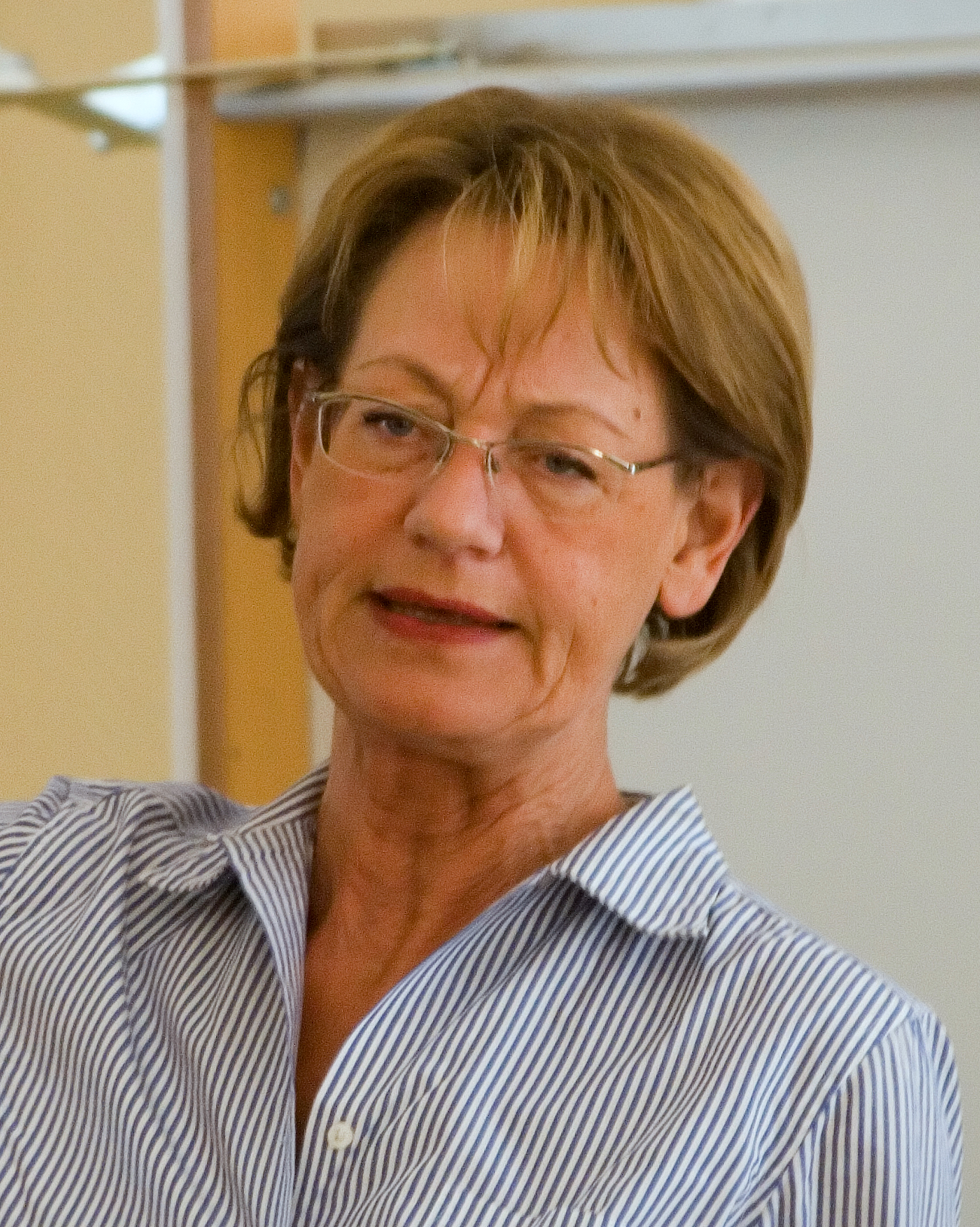
غوردون شيمان

### تأسيس الحزب السياسي (2005)
بعد الإعلان عن مجموعة الضغط، تغيرت الأمور بسرعة، فبعد ستة أيام أعلن الموقع الإلكتروني أن عدد الأعضاء أصبح 2500 عضوًا. وعُقد أول مؤتمر قومي سنوي في أوريبرو 9-10 سبتمبر 2010، وتم تقديم 200 اقتراح.
ضمت الجمعية الافتتاحية حوالي 350 عضوًا (ولا زال يفتقر هيكلًا رسميًّا ليدرج الأعضاء أنفسهم كأعضاء مستقلين لا مندوبي مجموعات إقليمية ومحلية). تضمن جدول الأعمال ثلاثة قرارات رئيسية:
- إنشاء حزب سياسي.
- تشكيل جدول الأعمال.
- الاهتمام بالمسائل التنظيمية (اختيار رئيس للحزب على وجه الخصوص).

ركزت وسائل الإعلام على ما أسموه «حملة إلغاء الزواج» والشراكات المعترف بها من قبل الدولة، وتقديم قانون جديد للتعايش تعطي وضعًا قانونيًّا جديدًا للعلاقات الخاصة بين أكثر من شخصين بغض النظر عن الجنس، مما قد يؤدي إلى فتح باب تعدد الزوجات، لكن في الواقع كان القرار من أجل التوسع في قانون الزواج وضم أي شكل من أشكال التعايش الطوعي.
وفيما يتعلق بالتنظيم، قرر المؤتمر تعيين ثلاث متحدثين باسم الحزب، لكن لم يتم تحديد صلاحياتهم ووظيفتهم حتى الآن، كما تم السماح للرجال بشغل أماكن داخل الحزب، وتم انتخاب رجلين في اللجنة التنفيذية.
حظي الحزب باهتمام إعلامي غير معتاد، وكان أغلبه سلبيًّا. كما تم اتهام تينا روزنبرج بالسرقة الأدبية من قبل أستاذ العلوم السياسية يوهان ترالو. وبعد مراجعة الأخطاء المزعومة في الكتاب، ارتأت جامعة ستوكهولم أن الأمر غير مهم للتحقيق بشأنه. رحلت روزنبرغ عن حزب المبادرة عام 2005، وبررت ذلك بالانتقاد الإعلامي الموجه لبحثها وشخصها، كما ادّعت أنها قد باتت هدفًا لحملة متعمدة ضد النسوية بتحريض من قبل جماعات الضغط اليمينية.
من التصريحات المنسوية إلى تينا روزنبرغ: «النساء الذين يمارسون الجنس مع الرجال خونة لجنسهم»، وقد لقيت تصريحاتها انتقادًا من قبل كبار أعضاء الحزب كسوزان ليند وإيبا ويت براتستروم نظرًا لتطرفها؛ الأمر الذي إدى إلى تفاقم الصراعات الشخصية داخل الحزب، فنأت كل من روزنبرغ وبراتستروم بنفسها عن الحزب.
في 1 مارس 2006 انشقت عضو حزب الشعب الليبرالي ماريا كارلشمر إلى المبادرة النسوية مع بقائها في مجموعة ALDE الليبرالية، وقد بررت انشقاقها بعدم تفهم زملائها السابقين للقضايا النسوية.
وفي عام 2005 دعمت الممثلة جين فوندا وإيف إنسلر المبادرة بالانضمام إلى الجولة الانتخابية بالسويد. وتبرعت جين فوندا بمبلغ 400,000 كرونة سويدية لأجل الحملة. وقبيل انتخابات 17 سبتمبر 2006 جاءت الممثلة جين فوندا إلى السويد لدعم الحملة الانتخابية للحزب.
كما تبرع عضو فرقة آبا الموسيقية بيني أندرسون بمبلغ مليون كرونة من أجل حملة البرلمان الأوروبي في 2009.
في يوليو 2010 أحرق الحزب 100000 كرونة سويدية (ما يعادل 13,000 دولار أمريكي) احتجاجًا على عدم المساواة في الأجور؛ وأراد لفت نظر الحكومة لذلك. وهذا المبلغ الذي تم حرقه كان تبرعًا من الوكالة الإعلانية «ستوديو توتال» (Studio Total [الإنجليزية])، وحظي الحدث باهتمام إعلامي في جميع أنحاء العالم. قامت المجموعة الكهربائية السويدية (The Knife [الإنجليزية]) بالتبرع للحزب عام 2012.
في يوليو 2016 أعلن الحزب دعمه الرسمي لحركة حياة السود مهمة.
يُذكر أن غودرون شيمان رئيسة حزب المبادرة النسوية قد قدمت اقتراحًا في 6 يوليو 2015 في الميدالن تطالب فيه بخفض سن الاقتراع من 18 إلى 16 عامًا.
وقد أيدت توكتام جهانغيري المتحدثة باسم السياسات الجنسية بحزب المبادرة النسوية اتجاه بعض البلديات في السويد لإنشاء حمامات سباحة منفصلة للنساء لتلبية احتياجات الوافدين الجدد من المسلمات، وعلقت بأن حمامات السباحة الخاصة بالنساء ليست مطلبًا محصورًا على المسلمات فقط بل الكثير من النساء باختلاف ثقافاتهن.

## الدعم الشعبي ونتائج الانتخابات

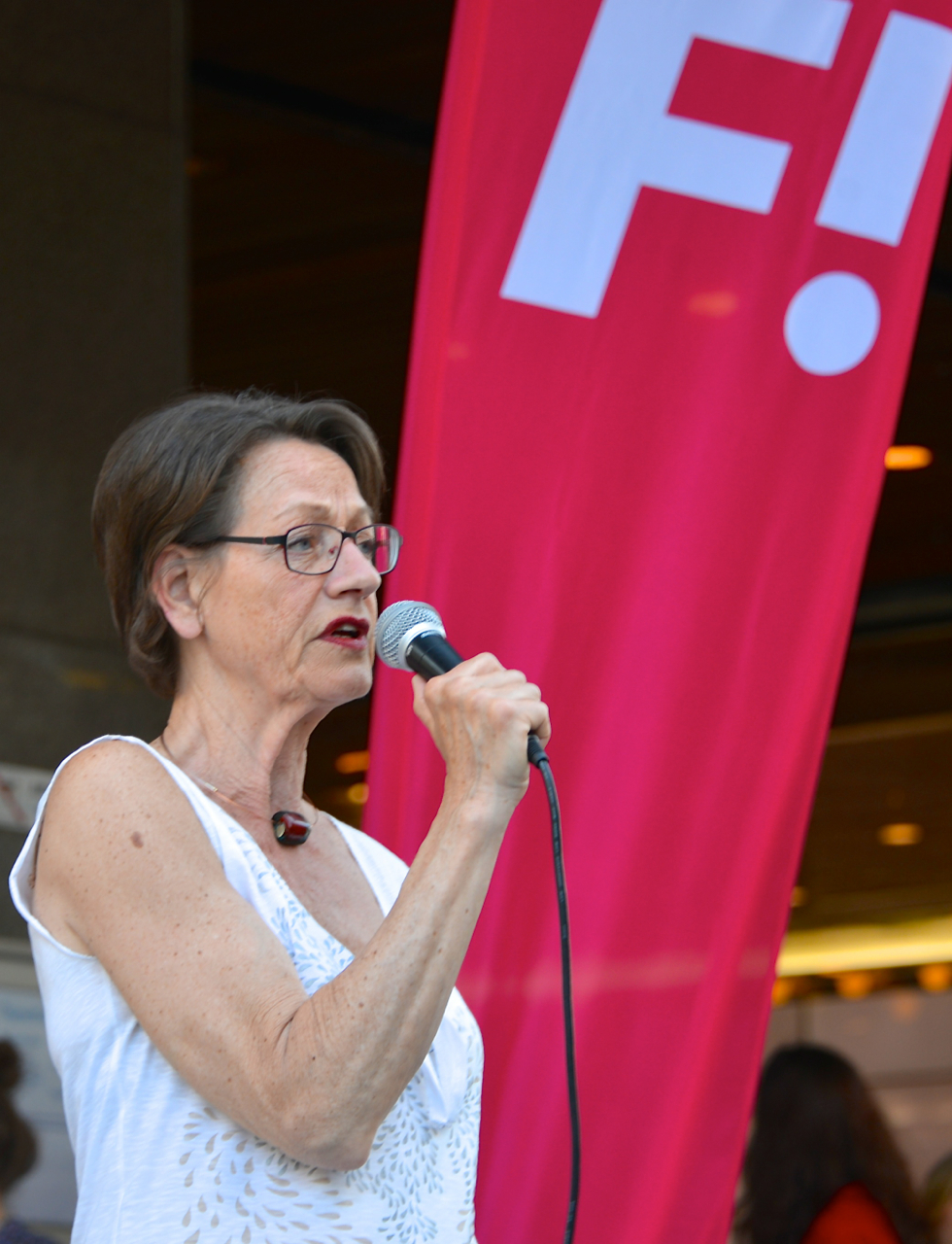
غوردون شيمان تتحدث نيابةً عن حزب المبادرة النسوية في ستوكهولم، 2014

في انتخابات البرلمان الأوروبي 2009، حصل الحزب على 2.2% من الأصوات، ورغم كونها نسبة غير كافية ليحظى بمقعد في البرلمان، لكنها باتت أفضل من سابقتها؛ ربما يرجع السبب إلى تبرع كما تبرع بيني أندرسون عضو فرقة آبا الموسيقية بمبلغ مليون كرونة من أجل حملة البرلمان الأوروبي.
وقد شهدت انتخابات عام 2010 تراجعًا في الدعم مقارنةً بعام 2006 لينخفض من 0.68% إلى 0.40% من الأصوات. أصبح حزب المبادرة النسوية ثالث أكبر حزب في البلدية الجنوبية لسيمريسهامن ب8.9% من الأصوات؛ مما منحه 4 مقاعد في مجلس المدينة.
أثبتت انتخابات برلمان 2014 أنها انتخابات الحزب الأنجح على الإطلاق؛ إذ جذب الحزب 5.3% من الأصوات في السويد، وحصلت سورايا بوست على مقعد كعضو في البرلمان الأوروبي. في يونيو 2014، أعلن الحزب أن العضو الوحيد الحاصل على مقعد في البرلمان الأوروبي سوف ينضم إلى مجموعة الاشتراكيين والديمقراطيين في البرلمان الأوروبي.
كما شارك الحزب في الانتخابات العامة بالسويد لعام 2014، والتي أجريت في 14 سبتمبر. وقد قدم مغني الراب الأمريكي فاريل ويليامز دعمه للحزب، إلى جانب مساهمات بيني أندرسون. وقد تلقى الحزب أكبر عدد من الأصوات خارج البرلمان؛ مما هيأه للحصول على مقعد في 13 بلدية.

## اللجنة التنفيذية الأولى
تشكلت أول لجنة تنفيذية للحزب من:
- آن ماري تنج
- آنا جوتردال
- سيسيليا خرابكوسكا
- غوردون شيمان
- هيلينا براندت
- لوتن سونا
- ماريا جانسون
- مونيكا برون
- مونيكا أمانت
- ساندرا أندرسون
- ساندرا داهلن
- صوفيا كارلسون
- تينا روزنبرغ

## الصور

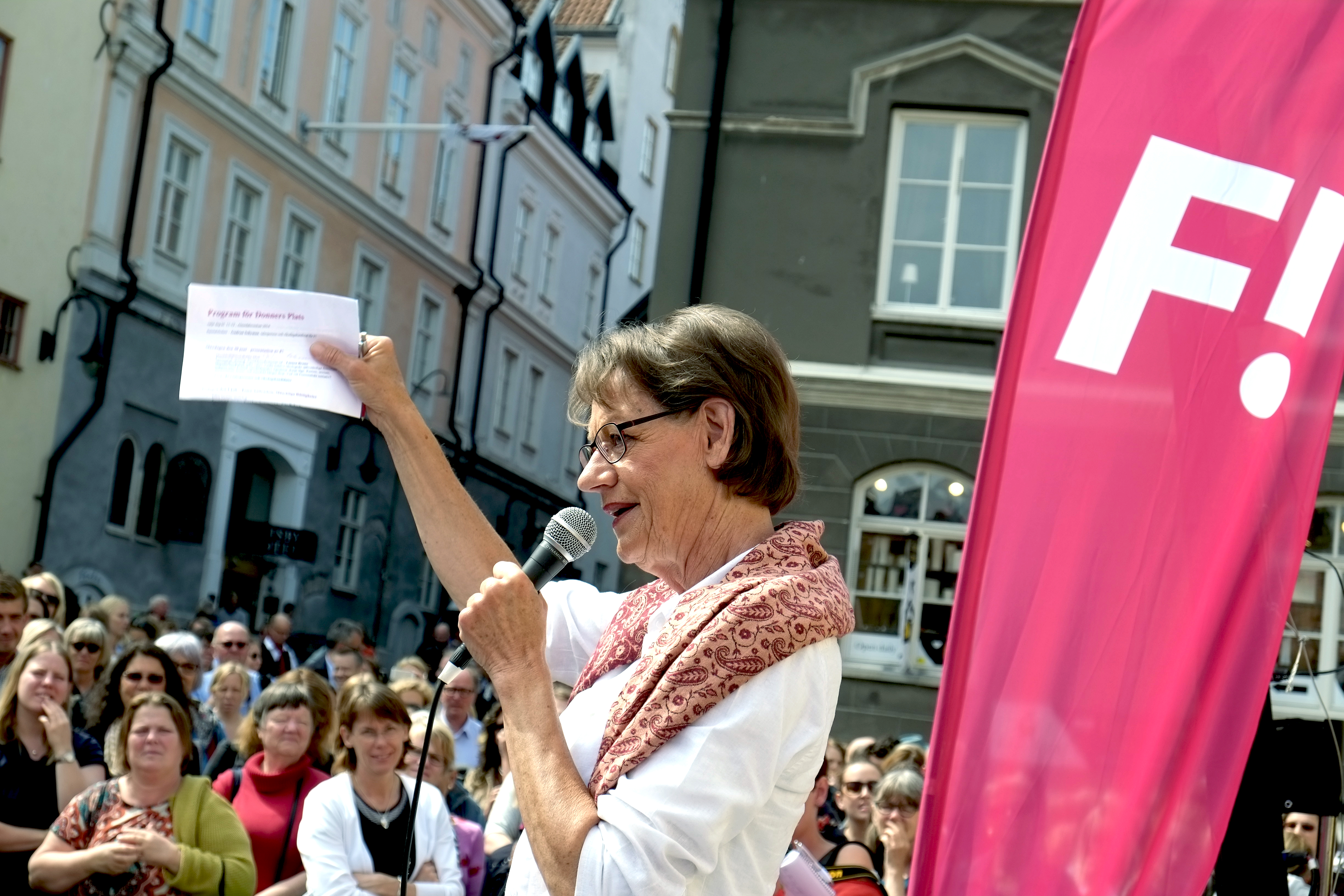
غوردون شيمان تتحدث في فيسبي خلال أسبوع الميدالن
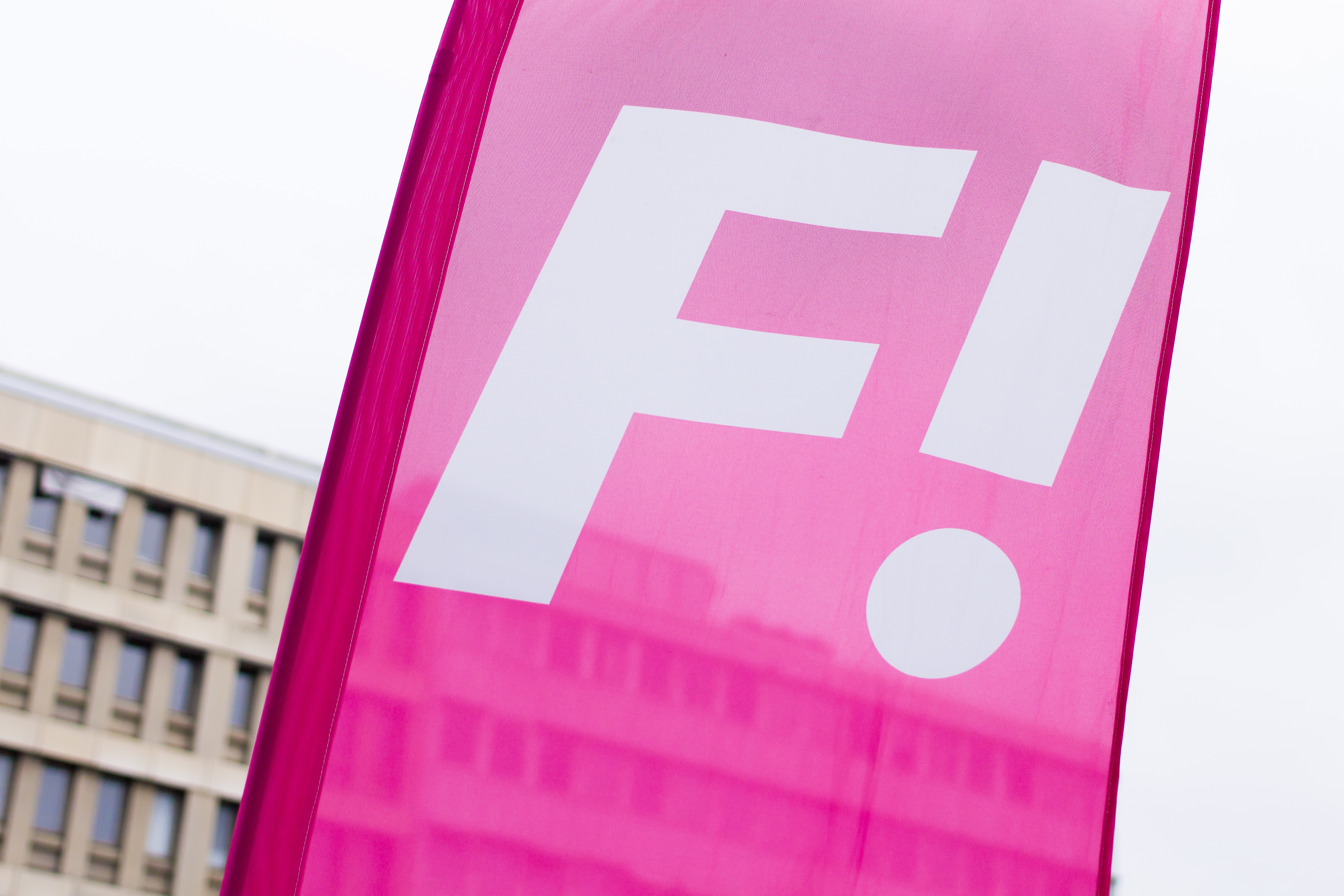
شعار المبادرة النسوية بالسويد في الميدالن